# Kanton Briec
Der Kanton Briec (bretonisch Kanton Brieg) ist seit 1790 ein französischer Wahlkreis in den Arrondissements Châteaulin und Quimper im Département Finistère in der Region Bretagne; sein Hauptort ist Briec.

## Geschichte
Der Kanton entstand am 15. Februar 1790. Von 1801 bis 2015 gehörten fünf Gemeinden zum Kanton Briec. Mit der Neuordnung der Kantone in Frankreich stieg die Zahl der Gemeinden 2015 auf 18. Zu den bisherigen Gemeinden des alten Kantons Briec kamen 7 der 10 Gemeinden des bisherigen Kantons Châteauneuf-du-Faou und 6 der 10 Gemeinden des bisherigen Kantons Pleyben hinzu.

## Lage
Der Kanton liegt im Osten des Départements Finistère.

## Gemeinden
Der Kanton besteht aus 18 Gemeinden mit insgesamt 27.901 Einwohnern (Stand: 1. Januar 2022) auf einer Gesamtfläche von 548,74 km²:
| Gemeinde            | Bretonisch            | Einwohner (2022) | Fläche (km²) | Code postal | Code Insee | Arrondissement |
| ------------------- | --------------------- | ---------------- | ------------ | ----------- | ---------- | -------------- |
| Briec               | Brieg                 | 5.815            | 67,87        | 29510       | 29020      | Quimper        |
| Châteauneuf-du-Faou | Kastell-Nevez-ar-Faou | 3.646            | 42,58        | 29520       | 29027      | Châteaulin     |
| Coray               | Kore                  | 1.869            | 31,36        | 29370       | 29041      | Châteaulin     |
| Edern               | Edern                 | 2.199            | 39,98        | 29510       | 29048      | Quimper        |
| Gouézec             | Gouezeg               | 1.115            | 30,94        | 29190       | 29062      | Châteaulin     |
| Landrévarzec        | Landrevarzeg          | 1.874            | 20,32        | 29510       | 29106      | Quimper        |
| Landudal            | Landudal              | 910              | 16,69        | 29510       | 29107      | Quimper        |
| Langolen            | Langolen              | 839              | 16,92        | 29510       | 29110      | Quimper        |
| Lannédern           | Lannedern             | 321              | 12,43        | 29190       | 29115      | Châteaulin     |
| Laz                 | Laz                   | 684              | 34,44        | 29520       | 29122      | Châteaulin     |
| Le Cloître-Pleyben  | Kloastr-Pleiben       | 508              | 20,42        | 29190       | 29033      | Châteaulin     |
| Lennon              | Lennon                | 801              | 22,94        | 29190       | 29123      | Châteaulin     |
| Leuhan              | Leuc'han              | 836              | 32,75        | 29390       | 29125      | Châteaulin     |
| Lothey              | Lothei                | 444              | 13,48        | 29190       | 29142      | Châteaulin     |
| Pleyben             | Pleiben               | 3.649            | 76,04        | 29190       | 29162      | Châteaulin     |
| Saint-Goazec        | Sant-Wazeg            | 730              | 33,76        | 29520       | 29249      | Châteaulin     |
| Saint-Thois         | Santoz                | 709              | 18,10        | 29520       | 29267      | Châteaulin     |
| Trégourez           | Tregourez             | 952              | 17,72        | 29970       | 29291      | Châteaulin     |
| Kanton Briec        | Brieg                 | 27.901           | 548,74       | -           | 2906       | -              |

### Kanton Briec bis 2015
Der alte Kanton Briec bestand aus fünf Gemeinden auf einer Fläche von 161,78 km². Diese waren: Briec (Hauptort), Edern, Landrévarzec, Landudal und Langolen.

## Bevölkerungsentwicklung
| 1962  | 1968  | 1975  | 1982  | 1990  | 1999  | 2006   | 2012   |
| ----- | ----- | ----- | ----- | ----- | ----- | ------ | ------ |
| 7.802 | 7.535 | 7.790 | 8.830 | 9.005 | 9.244 | 10.150 | 11.146 |

## Politik
Im 1. Wahlgang am 22. März 2015 erreichte keines der vier Wahlpaare die absolute Mehrheit. Bei der Stichwahl am 29. März 2015 gewann das Gespann Raymond Messager/Cécile Nay (beide Divers Droite) gegen Thomas Ferec/Hélène Lollier (beide PS) mit einem Stimmenanteil von 53,39 % (Wahlbeteiligung:53,66 %).
| Vertreter im conseil général des Départements | Vertreter im conseil général des Départements | Vertreter im conseil général des Départements |
| Amtszeit                                      | Name                                          | Partei                                        |
| --------------------------------------------- | --------------------------------------------- | --------------------------------------------- |
| 1981–1988                                     | Pierre Nédellec                               | UDF-CDS                                       |
| 1988–2001                                     | André Angot                                   | RPR                                           |
| 2002–2015                                     | Yvonne Guillou                                | UMP                                           |
| 2015–                                         | Raymond Messager Cécile Nay                   | DVD                                           |